# Jawalamukhi
Jawalamukhi è una suddivisione dell'India, classificata come nagar panchayat, di 4.931 abitanti, situata nel distretto di Kangra, nello stato federato dell'Himachal Pradesh. In base al numero di abitanti la città rientra nella classe VI (meno di 5.000 persone).

## Geografia fisica
La città è situata a 31° 52' 60 N e 76° 19' 0 E e ha un'altitudine di 609 m s.l.m..

## Società

### Evoluzione demografica
Al censimento del 2001 la popolazione di Jawalamukhi assommava a 4.931 persone, delle quali 2.581 maschi e 2.350 femmine. I bambini di età inferiore o uguale ai sei anni assommavano a 604, dei quali 306 maschi e 298 femmine. Infine, coloro che erano in grado di saper almeno leggere e scrivere erano 3.811, dei quali 2.094 maschi e 1.717 femmine.